# Emil Herrmann
Emil Herrmann (født 9. april 1812 i Dresden, død 16. april 1885 i Gotha) var en tysk retslærd.
Herrmann blev ekstraordinær professor 1836 og ordentlig professor 1842 i Kiel, 1847 i Göttingen och 1868 i Heidelberg. Han var 1872–1878 præsident for det evangeliske overkirkeråd i Berlin. Han var ophavsmand til den 1875 vedtagne synodalordning for Preussen. Blandt Hermanns mange skrifter må nævnes Ueber die Stellung der Religionsgemeinschaften im Staat (1849) og Die nothwendigen Grundlagen einer die konsistoriale und synodale Ordnung vereinigenden Kirchenverfassung (1862). Hermann bearbejdede Justinianus' codex i brødrene Albert og Moritz Kriegels udgave af Corpus juris civilis.